# Homopholis mulleri
Homopholis mulleri är en ödleart som beskrevs av  John Visser 1987. Homopholis mulleri ingår i släktet Homopholis och familjen geckoödlor. IUCN kategoriserar arten globalt som nära hotad. Inga underarter finns listade i Catalogue of Life.